# Ken Macintosh
Kenneth Donald Macintosh, detto Ken (Inverness, 15 gennaio 1962), è un politico scozzese.
Eletto nelle liste del Partito Laburista scozzese durante le consultazioni del 2016 Macintosh è il quinto Presidente del Parlamento scozzese.

## Biografia
Ken Macintosh nasce a Inverness da Dr Farquhar Macintosh e da Margaret Macintosh, insegnanti che hanno rivestito importanti cariche all'interno del sistema educativo scozzese. bghij
Nel 1984 si laurea in Storia presso l'Università di Edimburgo e dal 1987 al 1999 lavora presso la BBC quale news producer e giornalista per vari programmi di informazione. Inizia quindi la carriera politica nel Partito laburista scozzese.

## Carriera politica
Eletto per la prima volta nelle elezioni del 1999 nelle liste del Partito laburista scozzese, viene poi confermato durante le successive consultazioni del 2003, 2007, 2011 e 2016. 

Attualmente è il primo Presidente del Parlamento scozzese laburista.